# Антоний (Флоренсов)
Епископ Антоний (в миру Михаил Симеонович Флоренсов; 27 августа 1847, село Труслейка, Карсунский уезд, Симбирская губерния — 20 февраля 1918, Москва) — епископ Православной российской церкви, в 1884—1895 годы епископ Вологодский и Тотемский.

## Биография
Родился 27 августа 1847 года в селе Труслейка Симбирской губернии, в семье пономаря Симеона Ивановича Флоренсова († 10 февр. 1870) и Елизаветы Маркелловны, урожд. Драгомантовой († 23 окт. 1887), дочери священника Свято-Троицкого собора.
Образование получил в Симбирском духовном училище и Симбирской духовной семинарии. В 1874 году окончил Киевскую духовную академию со степенью кандидата богословия и был определен преподавателем Харьковской духовной семинарии, затем Симбирской духовной семинарии.
7 января 1876 года вступил в брак с Екатериной Павловной Охотиной (1860—13.2.1882, похоронена на Покровском некрополе). 4 декабря 1878 года был рукоположён во диакона, а 6 декабря во священника. Служил в Симбирском кафедральном соборе свт. Николая Чудотворца.
С 23 июля по 25 августа 1881 года и с 1 ноября по 7 декабря 1884 года — инспектор Симбирской духовной семинарии.
С 1 сентября 1882 по 22 июня 1884 года — член совета епархиального женского училища; с 27 августа 1882 года — член педагогического собрания правления духовной семинарии.
13 февраля 1882 года овдовел.
С 2 февраля 1886 года — делопроизводитель совета Симбирского духовно-просветительного братства в честь Трёх Святителей и член епархиального училищного совета.
С июня 1887 года — ректор Самарской духовной семинарии.
2 августа 1887 года в Симбирском Покровском мужском монастыре епископом Симбирским и Сызранским Варсонофием (Охотиным) пострижен в монашество с именем Антоний в честь прп. Антония Римлянина. 6 августа в симбирском Троицком соборе возведён в сан архимандрита.
С 12 декабря 1887 года — цензор Самарских епархиальных ведомостей.
С 1 января 1888 года — председатель Самарского епархиального училищного совета.
С 3 апреля 1888 года — членом комитета Православного миссионерского общества.
12 августа 1890 года в Свято-Троицком соборе Александро-Невской лавры хиротонисан во епископа Острожского, викария Волынской епархии. Как викарий управлял Дерманским монастырём, осуществлял надзор за Волынской духовной семинарией, опекал Волынское епархиальное женское училище.
30 апреля 1894 года назначен епископом Вологодским и Тотемским.
12 декабря 1895 года уволен на покой с управлением Ростовским Яковлевским монастырем. 11 февраля 1898 года отстранён от управления монастырём и определён на местожительство в Донской монастырь. Скончался 20 февраля 1918 года (а по другим сведениям умер 18 февраля 1920 года) и погребён якобы с левой стороны старого собора иконы Донской Божией Матери Донского монастыря (о месте его погребения точных данных нет; наиболее вероятное место — Даниловское кладбище; но в 2020-х годах слева от входа в Малый собор установлен невнятный памятный знак вида новодельной безымянной гранитной плиты, видимо в его память).
По словам митрополита Мануила (Лемешевского) епископ Антоний «в Москве считался местночтимым как великий праведник и подвижник. Имя его было занесено во многие сотни и тысячи поминаний верующих Москвы».
Епископ Антоний был поклонником и знатоком греческой античной культуры, обладал знанием основ философии, психологии, истории, искусства, литературы, математики. В его доме часто бывали С. М. Соловьёв, В. Ф. Эрн, А. В. Ельчанинов, А. А. Блок, А. Белый. С 1904 года и до своей смерти был духовным отцом священника Павла Флоренского.  В 1907-1908 гг. епископ Антоний вёл большую работу по восстановлению Симбирской Соловецкой пустыни в междуречье р. Свияги и Волги, где задумал устроить естественный природный заповедник. 

## Труды
- «Палинодия» Захарии Копыстенского // «Киевские Епархиальные Ведомости» 1873. — № 24. — С. 729—742
- Речь ректора Самарской ДС архим. Антония при наречении его во епископа Острожского, викария Волынской епархии // «Прибавление к „Церковным Ведомостям“». 1890. — № 34. — С. 1128.
- Поучение на Богородичный праздник // Орловские епархиальные ведомости. 1906. — № 49. — С. 1340—1342.
- Речь 17 января 1893 г. при погребении в Бозе почившего Высокопреосв. Палладия, архиеп. Волынского и Житомирского // Волынские епархиальыне ведомости. 1893. — № 4. — Ч. неофиц.;
- Речь духовного сына при погребении архимандрита Алексия (Кудрявцева) 20 марта 1908 г. // Московские церковные ведомости. 1908. — № 14.